# Мундиалито по пляжному футболу 2010
Мундиалито по пляжному футболу 2010 года состоялся на пляже Прайя-да-Роша (город Портиман, Португалия) с 6 по 8 августа 2010. Соревнования проходили по круговой системе.

## Участвующие команды
- Аргентина
- Бразилия
- Португалия
- США

## Финальная стадия
| Команда    | И | В | В+ | П | ГЗ | ГП | +/- | О |
| ---------- | - | - | -- | - | -- | -- | --- | - |
| Бразилия   | 3 | 3 | 0  | 0 | 16 | 3  | +13 | 9 |
| Португалия | 3 | 2 | 0  | 1 | 8  | 5  | +3  | 6 |
| Аргентина  | 3 | 1 | 0  | 2 | 8  | 9  | −1  | 3 |
| США        | 3 | 0 | 0  | 3 | 5  | 20 | −15 | 0 |

## Расписание и результаты
| Бразилия | 3 – 2 | Аргентина |
| -------- | ----- | --------- |
|          |       |           |

| Португалия | 5 – 1 | США |
| ---------- | ----- | --- |
|            |       |     |

| Бразилия | 9 – 1 | США |
| -------- | ----- | --- |
|          |       |     |

| Португалия | 3 – 0 | Аргентина |
| ---------- | ----- | --------- |
|            |       |           |

| Аргентина | 6 – 3 | США |
| --------- | ----- | --- |
|           |       |     |

| Португалия | 0 – 4 | Бразилия |
| ---------- | ----- | -------- |
|            |       |          |

## Победитель
| Победитель 2010 BSWW Mundialito: |
| Бразилия 11 титул                |